# 夏和小
夏和小（かなこ）は、日本の女性声優。主にアダルトゲームに声をあてている。

## 出演
太字はメインキャラクター。

### アダルトアニメ
- 添いカノ〜ぎゅっと抱きしめて〜 The Animation（2018年、熊倉 夜明）
- 優等生 綾香のウラオモテ （2020年-2021年、綾香/アヤカ）[1][2][3][4]
  - 第1話 優等生のビッチな日々
  - 第2話 アヤカは今日も止まらない
- 初めてのヒトヅマ 第5話 J系ママの試験対策（2023年、絢子）[5][6]
- セックスが好きで好きで大好きなクラスメイトのあの娘
  - 第3話 ひとりエッチ×２ 前編（2024年、新田）[7][8]
  - 第4話 ひとりエッチ×２ 後編（2025年、新田）[9]

### PCゲーム
2016年
- タユタマ2 -you're the only one-（泉戸 こはく）[10]

2017年
- タユタマ2 -After Stories-（泉戸 こはく）
- 9-nine- ここのつここのかここのいろ（結城 希亜）[11]

2018年
- 添いカノ〜ぎゅっと抱きしめて〜（熊倉 夜明）[12]
- RIDDLE JOKER（壬生 千咲）[13]
- 9-nine- そらいろそらうたそらのおと（結城 希亜）[14]
- 君と目覚める幾つかの方法（枚方 初音）[15]

2019年
- さくら、もゆ。-as the Night's, Reincarnation-（クロ）[16]
- pieces/渡り鳥のソムニウム（君原 結愛）[17]
- アオナツライン（椎野 ことね）[18]
- 9-nine- はるいろはるこいはるのかぜ（結城 希亜）[19]
- 喫茶ステラと死神の蝶（四季 ナツメ）[20]

2020年
- ガールズ・ブック・メイカー -グリムと三人のお姫さま- 1（白雪）[21]
- 神様のような君へ（ツクヨミ）[22]
- 9-nine-ゆきいろゆきはなゆきのあと（結城 希亜）[23]
- pieces/揺り籠のカナリア（君原 結愛）[24]

2021年
- 我が姫君に栄冠を（ノア・グランスター）[25]
- ハッピーライヴ ショウアップ!（？？？）[26]
- 我が姫君に栄冠を 将軍の誘惑（ノア・グランスター）

2022年
- RE:D Cherish!（ルージュ・ウェントワース）[27]
- 神様のような君へ Extended Edition（ツクヨミ）[28]
- AMBITIOUS MISSION（有瀬 かぐや）[29]
- サメと生きる七日間（くーこ）[30]

2023年
- RE:D Cherish! Eternity Blood（ルージュ・ウェントワース）[31]
- サクラノ刻 -櫻の森の下を歩む-（本間 心鈴）[32]
- FLIP＊FLOP ～RAMBLING OVERRUN～（花野 寧々）[33]
- 天使☆騒々 RE-BOOT!（谷風 天音）[34]
- AMBITIOUS MISSION アフターストーリー1（有瀬 かぐや）
- AMBITIOUS MISSION アフターストーリー2（有瀬 かぐや）
- ハッピーライヴ ショウアップ アンコール！！（ミヤビ・アサヒナ）[35]
- それは舞い散る桜のように-Re:BIRTH-（里見 こだま）[36]
- 彼方の人魚姫(橘 藍魚)[37]
- RE:D Cherish! SS ルージュのワンオペレーション（ルージュ・ウェントワース）[38]
- コン恋! ～妖狐こんの恋愛レッスン～（稲荷 空）[39]
- こあくまちゃんの誘惑っ！（鈴森 芽衣）[40]

2024年
- 八剱伝（八千代 大鶴 礼)[41]
- はじめるセカイの理想論 -goodbye world index-（ヨル）[42]
- 美少女万華鏡異聞 雪おんな（ふぶき)[43]
- 遥かなるニライカナイ（月代 零）[44]
- きまぐれテンプテーション２ ゆうやみ廻奇譚（朝桐 美代、朝桐 千代）[45]

2025年
- すれ違う兄妹の壊れる倫理観（鈴森 芽衣)[46]
- メイドちゃんは迷途ちゅう（鈴森 芽衣)[47]
- ハッピーウィークエンド（椎名 雪）
- ライムライト・レモネードジャム（茶園 那優花）

### オンラインゲーム
2017年
- X-Overd～羅針盤の輝き～(イチ)

2018年
- ファントムグリード (夢咲 ましろ)
- アイドルうぉーず(夢咲 ましろ)
- ぼくらの放課後戦争 (中村 栞)
- BALDR ACE (東雲 澪)

2019年
- マジカミ（遊部 いろは）[48]
- ふるーつふるきゅーと！R (みかん)

2020年
- ガールズ・ブック・メイカー ～君が描く物語～ (白雪姫)[49]

2021年
- アイ・アム・マジカミ（遊部 いろは）
- 救世少女メシアガール（マリニャン）[50]

2022年
- Awaken Abyss~星屑を讃える少女たち~(コンスタンツェ)[51]
- 救世少女メシアガール おかわり（マリニャン）

2023年
- 我が姫君に栄冠を クライマックス（ノア・グランスター）
- 神姫PROJECT(AMBITIOUS MISSIONコラボ)（有瀬 かぐや）

時期未定
- 星彩のアステルマキナ（開発中止）（スピカ）[52] 今冬（2020～2021）

### コンシューマーゲーム
- アオナツライン（椎野 ことね）[53]
- 神様のような君へ（ツクヨミ）[54]
- さくら、もゆ。-as the Night's, Reincarnation-（クロ）
- RE:D Cherish!（ルージュ・ウェントワース）
- AMBITIOUS MISSION（有瀬 かぐや）

### ボイスドラマ
- タユタマ2 -you're the only one-（泉戸 こはく）ドラマCD 『恋に揺蕩う乙女たちの女子会』
- 9-nine-シリーズ（結城 希亜）
  - 9-nine-そらいろそらうたそらのおと ドラマCD『都が希亜に聞きたいこと』
  - 9-nine-ここのつここのかここのいろ ドラマCD『天と希亜の心の交流編』
  - 9-nine-はるいろはるこいはるのかぜ ドラマCD『春風と希亜で猫カフェに行こう』
  - 9-nine-ゆきいろゆきはなゆきのあと 
    - ドラマCD『春風と希亜で猫カフェに行ったけど……』
    - ドラマCD『都から教わるコスプレの極意』
    - ドラマCD『希亜と天の女子トーク』

  - 9-nine-Premium Sound Record ドラマCD『ロイヤルスイート!?高級ホテルでお泊まり会』
- 添いカノ～ぎゅっと抱きしめて～（熊倉 夜明）ドラマCD『夜明の添い寝おねだりボイスドラマ』
- RIDDLE JOKER（壬生 千咲）
  - オリジナルドラマCD
  - ドラマCD ～かなりピンチな三司あやせの一日（温泉編）～
- さくら、もゆ。（クロ）ドラマCD『おやすみなさいの、その前に』
- 喫茶ステラと死神の蝶（四季 ナツメ）オリジナルドラマCD『挑め!春限定ケーキコンペ!』
- RE:D Cherish!（ルージュ・ウェントワース）
  - 『ドキッ!少し過激な人生ゲーム？』
  - 『夏だ！海だ！肝試しだ？！』
  - 『伝説のスパイスを求めて』
- 神様のような君へ Extended Edition（ツクヨミ）
  - ドラマCD『ツクヨミと葉月のお料理教室』
  - ドラマCD『マスターを待つ長い夜』
- サメと生きる七日間（くーこ）
  - ドラマCD『お風呂で洗いっこ』
  - ドラマCD『看病するふたり』
  - ドラマCD『浴衣でおもらし』

### 音声作品
- Es.Lab.『メタバース催眠サロン"Es.Bloom.へようこそ!』（夜月 いちか）
- Clover Voice『尽くしちゃう系幼妻エルフとのあまとろ発情新婚生活【KU100バイノーラル】』（フェム・スノーティア）
- Clover Voice『まじめでかわいい図書委員 イキまくりの変態性奴隷【KU100バイノーラル】』（花咲 あやめ）
- Clover Voice『従姉のお姉さんちにお泊まりしたら、喘ぎ声が大きすぎた。【KU100バイノーラル】』（成瀬 夢）
- Clover Voice『小生意気な妹のナマイキ活動。【KU100バイノーラル】』（織田 奏）
- ゆずソフト『喫茶ステラと死神の蝶』 音声作品「四季ナツメは結局、生でシタい」（四季ナツメ）
- Clover Voice『先生はヘンタイさんじゃないよね?【KU100バイノーラル】』（緑子）
- ゆずソフト『天使☆騒々 RE-BOOT!』 音声作品「谷風天音はお兄ちゃんを煽りたい」（谷風 天音）
- ゆずソフト『RIDDLE JOKER』 音声作品「壬生千咲はいつでも先輩を癒やしたい」（壬生 千咲）
- Clover Voice『お兄ちゃん、彼女ができたってホント?【KU100バイノーラル】』（藤原 初夏）
- 萌えCute!『【癒やしと嬌声】ろりサキュバスと主従関係 お嬢様ユーミの胸乳に吸い付きながら吸精エッチでいっちゃいます』（ユーミ・イヴ・ヴァージン）
- Clover Voice『恋を知りたい乙女な生徒の囁き背徳中出し授業【KU100バイノーラル】』（野水 まい）
- Clover Voice『玲音とツクヨミとの型破りな三人暮らし【KU100バイノーラル】』（ツクヨミ）

### 音楽CD
- タユタマ2 -After Stories-ヴォーカルソング集「Love For You！」（泉戸 こはく）
- 添いカノ～ぎゅっと抱きしめて～ Character Song Collection New Mix & Remaster Suite「夜明けのクーベルチュール」（熊倉 夜明）
- さくら、もゆ。 -as the Night's, Reincarnation- ミュージックコレクション「さくら、もゆ。」（夏和小）
- 喫茶ステラと死神の蝶 キャラクターソング Vol.2「Sweetest Bitterness」（四季 ナツメ）
- 9-nine-シリーズ Premium Sound Record「The Order…」（結城 希亜）
- 天使☆騒々 RE-BOOT! キャラクターソング Vol.2「ワタシだけ。」（谷風 天音）

### 歌
- アオナツライン 挿入歌「明日のこと。」（椎野 ことね）
- 救世少女メシアガール テーマソング「SWEET HARMONY」（マリニャン）
- サメと生きる七日間 オープニング主題歌「泡沫の光」（くーこ）
- 彼方の人魚姫 挿入歌「藍唄-アイウタ-」
- すれ違う兄妹の壊れる倫理観 オープニング主題歌「Grimm」（鈴森 芽衣）